# Bolhrad
Bolhrad (ukrainisch Болград; russisch und bulgarisch Болград / Bolgrad, rumänisch Bolgrad) ist eine Stadt im Süden der Ukraine mit etwa 15.000 Einwohnern.

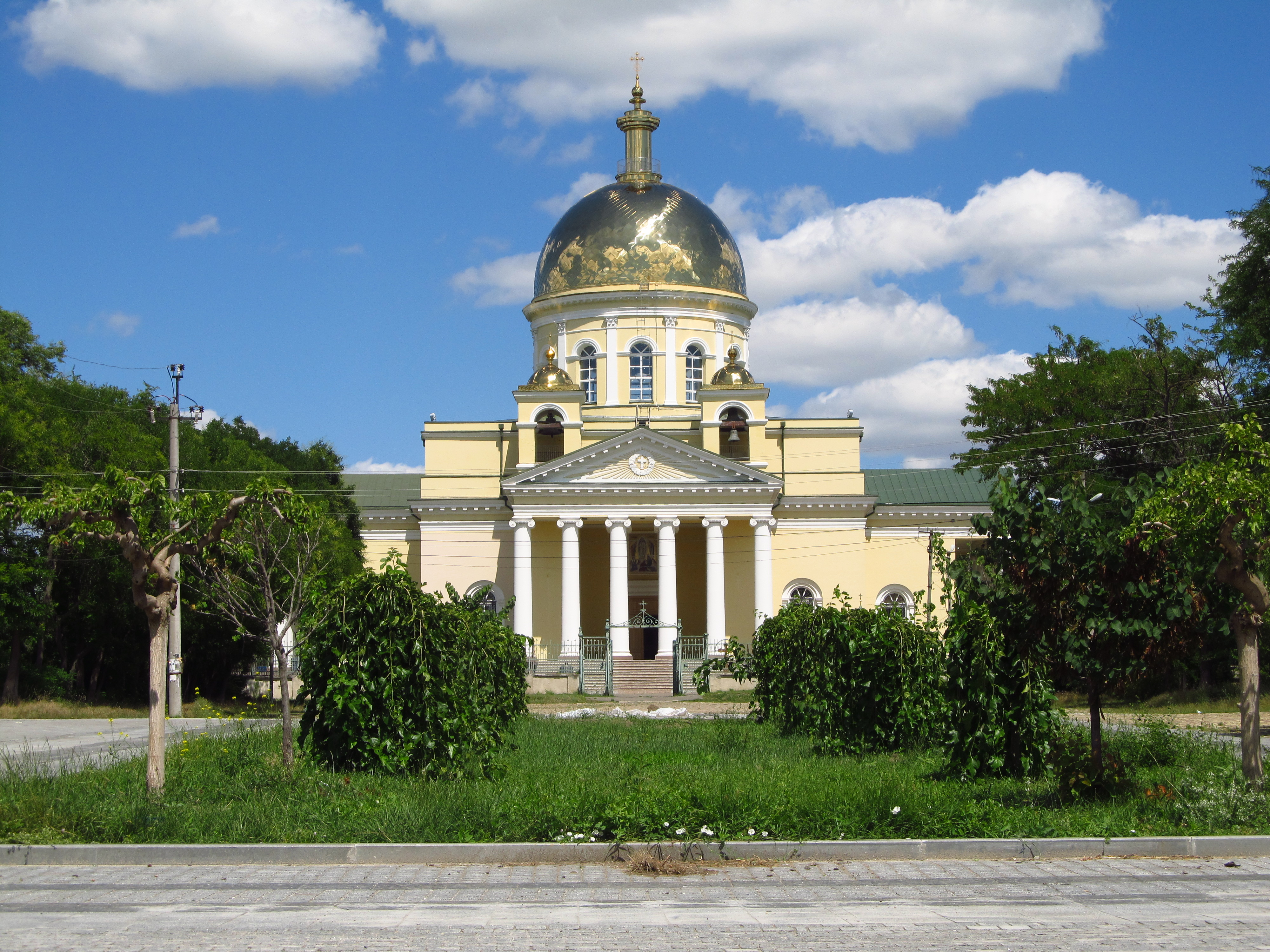
Kirche im Ort

Die Stadt ist Zentrum des gleichnamigen Rajons Bolhrad und liegt am Nordufer des Jalpuhsees nahe der Grenze zur Republik Moldau, etwa 176 Kilometer südwestlich von Odessa.
Bolhrad wurde 1821 von bulgarischen Flüchtlingen gegründet, gehörte 1856 bis 1859 zum Fürstentum Moldau, danach bis 1878 und 1918 bis 1940 sowie von 1941 bis 1944 zu Rumänien, danach zur Ukrainischen SSR der Sowjetunion. Seit deren Zerfall 1991 ist die Stadt Teil der unabhängigen Ukraine.

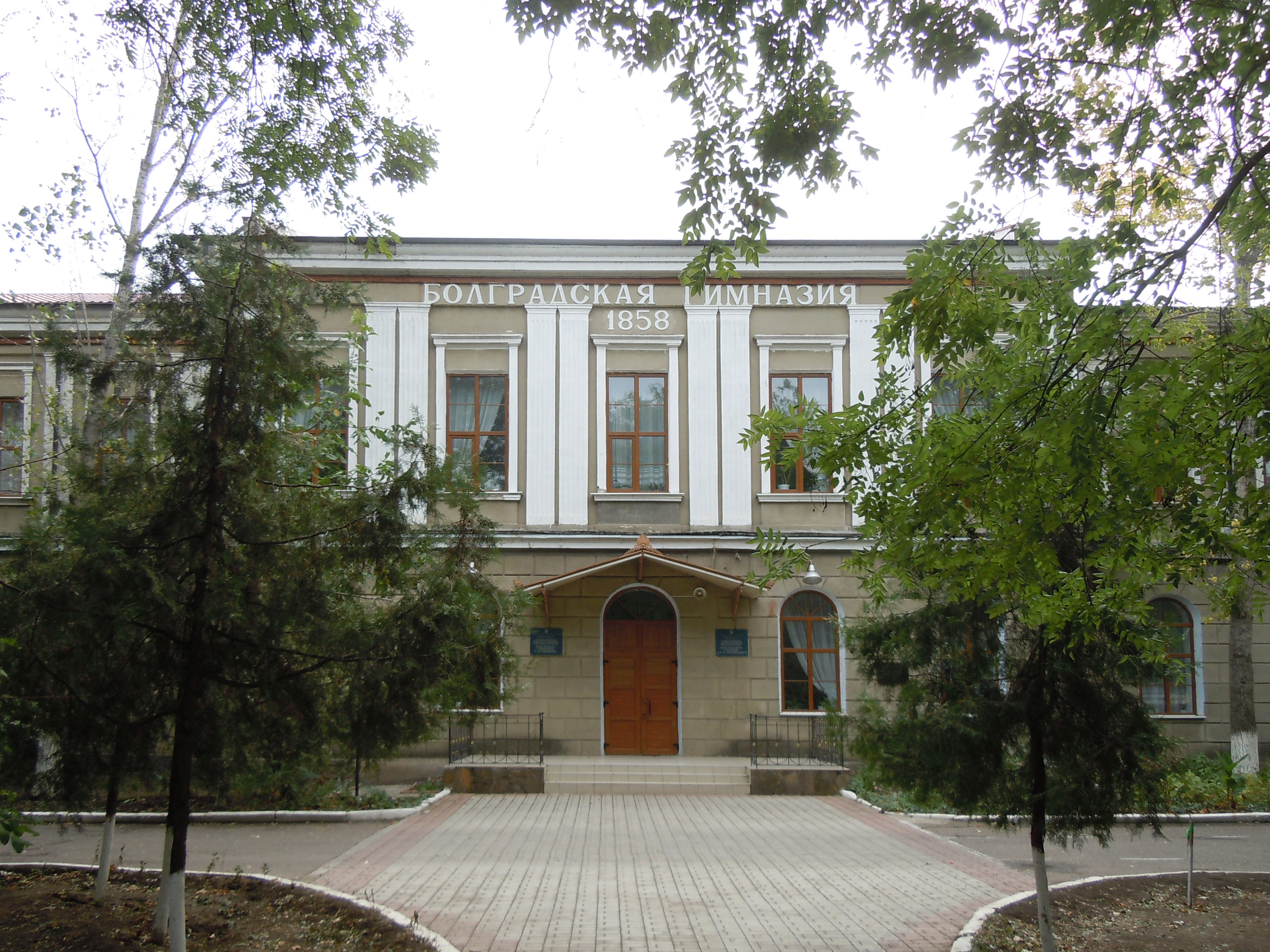
Bolhrader Gymnasium

Die Einwohnerschaft besteht, wie auch im umliegenden Rajon, vorwiegend aus Bulgaren. Sie ist auch inoffizielle Hauptstadt der Bulgaren in der Ukraine. Sie gründeten hier am 28. Juli 1858 das berühmte Bolgrader Gymnasium „Heilige Brüder Kyrill und Method“ (bulg. Болградската гимназия „Св. св. Кирил и Методий“, Bolgradskata gimnasija, Sw. sw. Kiril i Metodij).

## Verwaltungsgliederung
Am 12. Juni 2020 wurde die Stadt zum Zentrum der neugegründeten Stadtgemeinde Bolhrad (Болградська міська громада/Bolhradska miska hromada), zu dieser zählen auch noch die 6 in der untenstehenden Tabelle angeführten Dörfer, bis dahin bildete sie die gleichnamige Stadtratsgemeinde Bolhrad (Болградська міська рада/Bolhradska miska rada) im Westen des Rajons Bolhrad.
Folgende Orte sind neben dem Hauptort Bolhrad Teil der Gemeinde:
| Name                     | Name         | Name                          | Name      |
| ukrainisch transkribiert | ukrainisch   | russisch                      | rumänisch |
| ------------------------ | ------------ | ----------------------------- | --------- |
| Oxamytne                 | Оксамитне    | Оксамитное (Oxamitnoje)       | -         |
| Salisnytschne            | Залізничне   | Зализничное (Salisnitschnoje) | Bulgărica |
| Tabaky                   | Табаки       | Табаки (Tabaki)               | Tabacu    |
| Topolyne                 | Тополине     | Топалиное (Topalinoje)        | Topoline  |
| Wladytschen              | Владичень    | Владычень                     | Impuţita  |
| Wynohradiwka             | Виноградівка | Виноградовка (Winogradowka)   | Curciu    |

## Mit der Stadt verbundene Personen
- Georgi Rakowski (1821–1867), bulgarischer Revolutionär und Mitbegründer des Bolgrader Gymnasiums
- Dimitar Grekow (1847–1901), bulgarischer Politiker, Ministerpräsident geboren in Bolgrad
- Danail Nikolaew (1852–1942), bulgarischer General und Politiker
- Dimitar Mutew (1818–1864), bulgarischer Doktor der Physik, Pädagoge, Direktor des Bolgrader Gymnasium
- Bogomil Beron (1866–1936), bulgarischer Arzt und Akademiker
- Nikolai Schmatko (1943–2020), ukrainischer Bildhauer und Maler
- Nikolai Maximow (* 1956), russischer Admiral
- Petro Poroschenko (* 1965), ukrainischer Politiker und Unternehmer, geboren in Bolhrad